# Caio Scavone
Caio Scavone (Villarrica, 18 de septiembre de 1950 - Asunción, 17 de febrero de 2019) fue un ingeniero agrónomo, escritor, músico, conductor de radio y televisión paraguayo que trabajó en los diarios Última Hora y ABC Color. 

## Biografía
Juan Carlos Caio Scavone Montalbetti nació en la ciudad de Villarrica un 18 de septiembre de 1950 hijo de Don Felix Cesar Scavone y de Doña Cecilia Montalbetti. 
Realizó sus estudios primarios y secundarios en su ciudad nata. Fue egresado de la facultad de Agronomía-UNA. Cursos sus estudios de especialización en Brasil, Japón, Argentina, EE. UU. y Taiwán sobre trabajos de implantación de pasturas y forrajes, fruticultura y reforestación y era especialista en plantas medicinales.
Se desempeñó como profesor de la cátedra de Comunicación y Gramática de la facultad de Ciencias Jurídicas de la Universidad Católica Campus Guaira en Villarrica .
Fue columnista del diario Última Hora y de ABC color, además era cabeza del programa radial ABC Rural.
Escribió varios libros como: El verdadero diccionario Paraguayo, Propiedades medicinales de las plantas, Cuentos guaireños (Las peras del olmo) y Remedios naturales del Paraguay.
Falleció el 17 de febrero de 2019 en Asunción, sus restos descansan en su ciudad natal.